# Allen Andersson
Allen Andersson (* 15. November 1964 in Skallsjö, Västra Götalands län) ist ein ehemaliger schwedischer Radrennfahrer und nationaler Meister im Radsport.

## Sportliche Laufbahn
1984 gewann er mit Lars Wahlquist, Anders Jarl und Jonas Tegström den Titel im Mannschaftszeitfahren der Meisterschaften der Nordischen Länder. Den nationalen Titel in der Mannschaftswertung des Einzelzeitfahrens holte er 1985, 1988 und 1995. In der  Saison 1985 siegte er auch im Solleröloppet, einem der ältesten Eintagesrennen in Schweden. Mit der Nationalmannschaft bestritt er das britische Milk Race. 1987 konnte er eine Etappe der Niedersachsen-Rundfahrt für sich entscheiden. In der Meisterschaft im Mannschaftszeitfahren wurde er Zweiter. 1989 wurde er Vize-Meister im Straßenrennen.
Im Rennen der UCI-Straßen-Weltmeisterschaften belegte er den 7. Rang. 1992 gewann er mit der Tour de la Province de Liège ein Etappenrennen vor Michel Lafis. Mit Björn Johansson und Lars Wahlqvist wurde er Meister im Mannschaftszeitfahren.